# Seznam děl Bély Bartóka

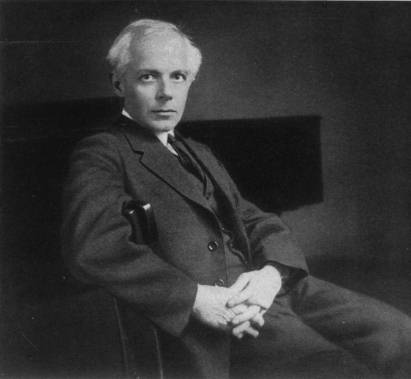
Bartók v roce 1927

Seznam děl Bély Bartóka.

## Označení děl
Bartók sám začal svá díla číslovat třikrát. Seznamy číslo 1 a 2 obsahují dětská a raná díla. Seznam 3 začíná Rapsodií pro klavír z roku 1914 a končí Sonátou pro housle a klavír č. 1 z roku 1921. Dále autor svá díla nečísloval.
Jsou uvedena čísla podle seznamů:
- seznam Andráse Szőllősyho (označení Sz),
- seznam László Somfaie (označení BB),
- seznam Denise Dilla (označení DD).

Nejsou uvedeny úpravy skladeb jiných autorů.

## Seznam děl

### Díla dětská a raná
| Sz | BB | DD     | Opus          | Název                                      | rok       | nástroj/hlas           | Poznámka                    |
| -- | -- | ------ | ------------- | ------------------------------------------ | --------- | ---------------------- | --------------------------- |
| 1  | 1  | 1      | 1 (seznam 1)  | Walczer                                    | 1890      | klavír                 |                             |
|    | 1  | 2      | 2 (seznam 1)  | Changing Piece (Változo darab)             | 1890      | klavír                 |                             |
| 2  | 1  | 3      | 3 (seznam 1)  | Mazurka                                    | 1890      | klavír                 |                             |
|    | 1  | 4      | 4 (seznam 1)  | Budapest Athletic Competition              | 1890      | klavír                 |                             |
|    | 1  | 5      | 5 (seznam 1)  | Sonatina č. 1                              | 1890      | klavír                 |                             |
|    | 1  | 6      | 6 (seznam 1)  | Valašská skladba (Oláh darab)              | 1890      | klavír                 |                             |
|    | 1  | 7      | 7 (seznam 1)  | Rychlá Polka (Gyorspolka)                  | 1891      | klavír                 |                             |
|    | 1  | 8      | 8 (seznam 1)  | 'Bela' Polka                               | 1891      | klavír                 |                             |
|    | 1  | 9      | 9 (seznam 1)  | 'Katinka' Polka                            | 1891      | klavír                 |                             |
|    | 1  | 10     | 10 (seznam 1) | Hlasy jara (Tavaszi hangok)                | 1891      | klavír                 |                             |
|    | 1  | 11     | 11 (seznam 1) | 'Jolán' Polka                              | 1891      | klavír                 |                             |
|    | 1  | 12     | 12 (seznam 1) | 'Gabi' Polka                               | 1891      | klavír                 |                             |
|    | 1  | 13     | 13 (seznam 1) | Pomněnka (Nefelejts)                       | 1891      | klavír                 |                             |
|    | 1  | 14     | 14 (seznam 1) | Ländler č. 1                               | 1891      | klavír                 |                             |
|    | 1  | 15     | 15 (seznam 1) | 'Irma' Polka                               | 1891      | klavír                 |                             |
|    | 1  | 16     | 16 (seznam 1) | Radegund Echo (Radegundi visszhang)        | 1891      | klavír                 |                             |
|    | 1  | 17     | 17 (seznam 1) | Pochod (Induló)                            | 1891      | klavír                 |                             |
|    | 1  | 18     | 18 (seznam 1) | Ländler č. 2                               | 1891      | klavír                 |                             |
|    | 1  | 19     | 19 (seznam 1) | Cirkusová polka (Cirkusz polka)            | 1891      | klavír                 |                             |
| 4  | 1  | 20     | 20 (seznam 1) | Tok Dunaje (A Duna folyása)                | 1891      | klavír                 |                             |
| 4  | 1  | 20b    | 20 (seznam 1) | Tok Dunaje (A Duna folyása)                | 1894      | housle a klavír        |                             |
|    | 1  | 21     | 21 (seznam 1) | Sonatina č. 2                              | 1891?     | klavír                 |                             |
|    | 1  | 22     | 22 (seznam 1) | Ländler č. 3                               | 1892      | klavír                 | ztraceno                    |
|    | 1  | 23     | 23 (seznam 1) | Jarní píseň                                | 1892      | klavír                 |                             |
|    | 1  | 24     | 24 (seznam 1) | Szöllos skladby (Szöllosi darab)           | 1892      | klavír                 | ztraceno                    |
|    | 1  | 25     | 25 (seznam 1) | 'Margit' Polka                             | 1893      | klavír                 |                             |
|    | 1  | 26     | 26 (seznam 1) | 'Ilona' Mazurka                            | 1893      | klavír                 |                             |
|    | 1  | 27     | 27 (seznam 1) | 'Loli' Mazurka                             | 1893      | klavír                 |                             |
|    | 1  | 28     | 28 (seznam 1) | 'Lajos' Waltz ('Lajos' valczer)            | 1893      | klavír                 |                             |
|    |    | 29     | 29 (seznam 1) | 'Elza' Polka                               | 1894      | klavír                 |                             |
|    | 1  | 30     | 30 (seznam 1) | Andante con variazioni                     | 1894      | klavír                 |                             |
|    | 1  | 31     | 31 (seznam 1) | X.Y.                                       | 1894      | klavír                 | ztraceno                    |
|    | 2  | 32     | 1 (seznam 2)  | Sonáta č. 1 g-moll                         | 1894      | klavír                 |                             |
|    |    | 33     |               | Scherzo g-moll                             | 1894      | klavír                 |                             |
|    | 3  | 34     | 2 (seznam 2)  | Fantasie a-moll                            | 1895      | klavír                 |                             |
|    | 4  | 35     | 3 (seznam 2)  | Sonáta č. 2 F-dur                          | 1895      | klavír                 |                             |
|    | 5  | 36     | 4 (seznam 2)  | Capriccio b-moll                           | 1895      | klavír                 |                             |
|    | 6  | 37     | 5 (seznam 2)  | Sonáta c-moll                              | 1895      | housle a klavír        |                             |
|    | 7  | 38     | 6 (seznam 2)  | Sonáta č. 3 C-dur                          | 1895      | klavír                 | ztraceno                    |
|    | 7  | 39     | 7 (seznam 2)  | Skladby                                    | 1895      | housle                 | ztraceno                    |
|    | 7  | 40     | 8 (seznam 2)  | Fantasia                                   | 1894      | housle                 | ztraceno                    |
|    | 7  | 41     | 9 (seznam 2)  | Fantasia                                   | 1895      | housle                 | ztraceno                    |
|    | 7  | 42     | 10 (seznam 2) | Smyčcový kvartet č. 1 B-dur                | 1896      | smyčcové kvarteto      | ztraceno                    |
|    | 7  | 43     | 11 (seznam 2) | Smyčcový kvartet č. 2 c-moll               | 1896      | smyčcové kvarteto      | ztraceno                    |
|    | 7  | 44     | 12 (seznam 2) | Andante, scherzo a finale                  | 1897      | klavír                 | ztraceno                    |
|    | 8  | 45     | 13 (seznam 2) | Tři skladby                                | 1897      | klavír                 |                             |
|    | 9  | 46     | 14 (seznam 2) | Klavírní kvintet C-dur                     | 1897      | klavírní kvinteto      | ztraceno                    |
|    | 9  | 47     | 15 (seznam 2) | Dvě skladby pro klavír                     | 1897      | klavír                 | ztraceno                    |
|    | 9  | 48     | 16 (seznam 2) | Velká fantasie                             | 1897      | klavír                 | ztraceno                    |
|    | 10 | 49     | 17 (seznam 2) | Sonáta A-dur *                             | 1897      | housle a klavír        | ztraceno                    |
| 8  | 11 | 50     | 18 (seznam 2) | Scherzo nebo Fantasie                      | 1897      | klavír                 |                             |
|    | 12 | 51     | 19 (seznam 2) | Sonáta "Op. 1"                             | 1898      | klavír                 |                             |
| 9  | 13 | 52     | 20 (seznam 2) | Klavírní kvartet c-moll                    | 1898      | klavírní kvarteto      |                             |
| 6  | 14 | 53     | 21 (seznam 2) | Tři klavírní skladby (fantasie)            | 1898      | klavír                 |                             |
| 10 | 15 | 54     |               | Tři písně                                  | 1898      | zpěv a klavír          |                             |
|    | 16 | 55     |               | Scherzo b-moll                             | 1898      | klavír                 |                             |
|    | 17 | 56     |               | Smyčcový kvartet F-dur                     | 1898      | smyčcové kvarteto      |                             |
|    | 19 | B10 12 |               | Fragmenty klavírního kvinteta              | 1899      | klavírní kvinteto      |                             |
|    | 18 | 57     |               | Tiefblaue Veilchen                         | 1899      | soprán a orchestr      |                             |
|    | 19 | 58     |               | Scherzo ve formě sonáty                    | 1899–1900 | smyčcové kvarteto      |                             |
|    | 19 | 59     |               | Scherzo b-moll                             | 1900?     | klavír                 |                             |
| 54 | 19 | 60     |               | Šest tanců                                 | 1900      | klavír                 |                             |
|    |    | 60b    |               | Valcer                                     | 1900      | orchestr               |                             |
| 13 | 20 | 62     |               | Liebeslieder                               | 1899      | zpěv a klavír          |                             |
|    | 21 | 63     |               | Scherzo b-moll                             | 1900      | klavír                 |                             |
|    | 22 | 64     |               | Variace na téma F.F.                       | 1900–01   | klavír                 |                             |
| 17 | 25 | 65     |               | Scherzo                                    | 1901      | orchestr               |                             |
|    | 23 | 66     |               | Tempo di minuetto                          | 1901      | klavír                 |                             |
| 15 | 24 | 67     |               | Čtyři písně                                | 1902      | zpěv a klavír          |                             |
| 16 | 25 | 68     |               | Symfonie (pouze Scherzo)                   | 1902–03   | orchestr               |                             |
|    | 26 | 69     |               | Duo                                        | 1902      | dvoje housle           |                             |
|    | 26 | 70     |               | Albumblatt (Andante) A-dur                 | 1902      | housle a klavír        |                             |
| 22 | 27 | 71     |               | Čtyři klavírní skladby (Négy zongoradarab) | 1903      | klavír                 |                             |
|    | 26 | 71 B14 |               | Andante Fis-dur nebo A-dur                 | 1902      | housle a klavír        |                             |
| 20 | 28 | 72     |               | Houslová sonáta e-moll                     | 1903      | housle a klavír        |                             |
|    | 29 | 74     |               | Est (Evening) pro zpěv a klavír            | 1903      | zpěv a klavír          |                             |
| 19 | 30 | 74     |               | Est (Evening) for Male Chorus              | 1903      | mužský sbor a orchestr |                             |
| 21 | 31 | 75a    |               | Kossuth, symfonická báseň                  | 1903      | orchestr               |                             |
| 21 | 31 | 75b    |               | Marcia Funèbre                             | 1903      | klavír                 | ze symfonické básně Kossuth |
| 18 | 32 | 76     |               | Čtyři písně                                | 1903      | zpěv a klavír          | ztraceno                    |
| 23 | 33 | 77     |               | Klavírní kvintet                           | 1903–04   | klavírní kvinteto      |                             |

### Díla zralá
| Sz   | BB   | DD   | Opus          | Název                                                                                    | rok                  | nástroj/hlas                           | Poznámka                                                                   |
| ---- | ---- | ---- | ------------- | ---------------------------------------------------------------------------------------- | -------------------- | -------------------------------------- | -------------------------------------------------------------------------- |
| 26   | 36a  |      | 1 (seznam 3)  | Rapsodie pro klavír                                                                      | 1904                 | klavír                                 |                                                                            |
| 27   | 36b  |      | 1 (seznam 3)  | Rapsodie pro klavír a orchestr                                                           | 1905                 | klavír a orchestr                      | transkripce op. 1                                                          |
| 28   | 35   |      | 2 (seznam 3)  | Scherzo pro klavír a orchestr                                                            | 1904                 | klavír a orchestr                      |                                                                            |
| 29   | 37   |      |               | Čtyři maďarské písně pro zpěv a klavír (Magyar népdalok)                                 | 1904, 1905           | zpěv a klavír                          | Dvacetdva písní zveřejněno v roce 1905 ve sbírce spolu se Zoltánem Kodálym |
| 30   | 34   |      |               | Sikulské lidové písně (Piros alma)                                                       | 1904, 1905           | zpěv a klavír                          |                                                                            |
|      | 38   | 67/1 |               | Petits morceau pro klavír                                                                | 1905, 1907?          | klavír                                 | přepis dvou jiných skladeb: BB 37 (č.2) a BB 24 (č.1)                      |
| 31   | 39   |      | 3 (seznam 3)  | Suita č. 1 pro orchestr                                                                  | 1905                 | orchestr                               | upraveno asi 1920                                                          |
| 32   | 41   |      |               | Pro malého 'Tóta', pět písní                                                             | 1905                 | zpěv a klavír                          | nezveřejněno                                                               |
| 33   | 42   |      |               | Maďarské lidové písně pro zpěv a klavír, deset písní                                     | 1906                 | zpěv a klavír                          | v roce 1928 upraveno jako BB97                                             |
| 33   | 43   |      |               | Maďarské lidové písně pro zpěv a klavír, deset písní                                     | 1906–07              | zpěv a klavír                          |                                                                            |
| 33b  | 44   |      |               | Maďarské lidové písně pro zpěv a klavír, dvě písně                                       | 1906                 | zpěv a klavír                          |                                                                            |
| 34   | 40   |      | 4 (seznam 3)  | Suita č. 2 pro malý orchestr                                                             | 1905, 1907           | malý orchestr                          | upraveno 1943                                                              |
| 35   | 45a  |      |               | Z Gyergyó                                                                                | 1907                 | zpěv nebo plátková píšťala(?) a klavír |                                                                            |
| 35a  | 45b  |      |               | Tři maďarské lidové písně z Csik pro zpěv a klavír                                       | 1907                 | klavír                                 |                                                                            |
| 35b  | 46   |      |               | Čtyři slovenské lidové písně pro zpěv a klavír                                           | 1916?                | zpěv a klavír                          |                                                                            |
| 64   | 47   |      |               | Osm maďarských lidových písní pro zpěv a klavír                                          | 1907 (č.6–8 1917)    | zpěv a klavír                          |                                                                            |
| 36   | 48a  |      |               | Koncert pro housle a orchestr č. 1                                                       | 1907–08              | housle a orchestr                      | pro Stefi Geyer, zveřejněno a provedeno až v roce 1956                     |
| 37   | 48b  |      | 5 (seznam 3)  | Dva portréty (Ideál, Groteska) pro orchestr                                              | 1907–11              | housle a orchestr                      |                                                                            |
| 38   | 50   |      | 6 (seznam 3)  | Čtrnáct bagatel pro klavír                                                               | 1908                 | klavír                                 |                                                                            |
| 39   | 51   |      |               | Deset lehkých skladeb pro klavír                                                         | 1908                 | klavír                                 |                                                                            |
| 40   | 52   |      | 7 (seznam 3)  | Smyčcový kvartet č. 1                                                                    | 1908–09              | smyčcové kvarteto                      |                                                                            |
| 41   | 49   |      | 8b (seznam 3) | Dvě elegie pro klavír                                                                    | 1908–09              | klavír                                 |                                                                            |
| 42   | 53   |      |               | Pro děti : osmdesát pět maďarských a slovenských lidových písní pro klavír ve 4 sešitech | 1908–09              | klavír                                 |                                                                            |
| 43   | 56   |      | 8a (seznam 3) | Dva rumunské tance pro klavír                                                            | 1910                 | klavír                                 |                                                                            |
|      | 57   |      |               | Dvě rumunské lidové písně                                                                | 1909 okolo           | ženský sbor                            |                                                                            |
| 45   | 58   |      | 9a (seznam 3) | Čtyři žalozpěvy pro klavír                                                               | 1910                 | klavír                                 |                                                                            |
| 44   | 54   |      | 9b (seznam 3) | Sedm skic pro klavír (Vázlatok)                                                          | 1908–10              | klavír                                 |                                                                            |
| 46   | 59   |      | 10 (seznam 3) | Dva obrazy pro orchestr                                                                  | 1910                 | orchestr                               |                                                                            |
| 47   | 55   |      | 8c (seznam 3) | Tři burlesky pro klavír (Három burleszk)                                                 | 1908–11              | klavír                                 |                                                                            |
| 47a  | 61   |      |               | Rumunský tanec                                                                           | 1911                 | orchestr                               | jeden z BB 56                                                              |
| 48   | 62   |      | 11 (seznam 3) | Modrovousův hrad - opera                                                                 | 1911                 | zpěv a orchestr                        | upraveno 1912 a 1917                                                       |
| 49   | 63   |      |               | Allegro barbaro pro klavír                                                               | 1911                 | klavír                                 |                                                                            |
| 50   | 60   |      |               | Čtyři staromaďarské lidové písně pro mužský sbor                                         | 1910                 | mužský sbor (s orchestrem)             | upraveno 1926                                                              |
| 51   | 64   |      | 12 (seznam 3) | Čtyři skladby                                                                            | 1912                 | klavír / orchestr                      | 1921 upraveno pro orchestr                                                 |
| 52   |      |      |               | Klavírní škola                                                                           | 1913                 | klavír                                 | společně se Sándorem Reschofským                                           |
| 53   | 66   |      |               | První čas ke klavíru                                                                     | 1913                 | klavír                                 | přepracováno 1929                                                          |
| 55   | 69   |      |               | Sonatina                                                                                 | 1915                 | klavír                                 |                                                                            |
| 56   | 68   |      |               | Rumunské lidové písně pro klavír                                                         | 1915                 | klavír                                 |                                                                            |
| 57   | 67   |      |               | Rumunské vánoční koledy                                                                  | 1915                 | klavír                                 |                                                                            |
| 58   |      |      |               | Dvě rumunské lidové písně                                                                | 1915                 | ženský sbor                            |                                                                            |
| 59   | 65   |      |               | Devět rumunských lidových písní                                                          | 1915 (nebo dříve)    | zpěv a klavír                          |                                                                            |
| 60   | 74   |      | 13 (seznam 3) | Dřevěný princ - balet o jednom jednání                                                   | 1914–17              | orchestr                               | libreto: Béla Balázs                                                       |
|      | 74   |      | 13 (seznam 3) | Dřevěný princ - suita                                                                    | 1921, 1924?          | orchestr                               |                                                                            |
| 62   | 70   |      | 14 (seznam 3) | Suita pro klavír                                                                         | 1916                 | klavír                                 |                                                                            |
| 61   | 71   |      | 15 (seznam 3) | Pět písní pro zpěv a klavír                                                              | 1916                 | zpěv a klavír                          |                                                                            |
| 63   | 72   |      | 16 (seznam 3) | Pět písní pro zpěv a klavír                                                              | 1916                 | zpěv a klavír                          |                                                                            |
| 63a  | 73   |      |               | Slovenské lidové písně                                                                   | 1916?                | zpěv a klavír                          |                                                                            |
| 65   |      |      |               | Maďarské lidové písně                                                                    | 1914–17?             | klavír                                 |                                                                            |
| 66   | 80b  |      |               | Tři maďarské lidové melodie                                                              | 1914–18              | klavír                                 | upraveno 1941                                                              |
| 67   | 75   |      | 17 (seznam 3) | Smyčcový kvartet č. 2                                                                    | 1915–17              | smyčcové kvarteto                      |                                                                            |
| 68   | 76   |      |               | Rumunské lidové tance pro malý orchestr                                                  | 1917                 | klavír / orchestr                      | upraveno z BB 68                                                           |
| 69   | 77   |      |               | Slovenské lidové písně pro mužský sbor a cappella                                        | 1917                 | mužský sbor                            |                                                                            |
| 70   | 78   |      |               | Čtyři slovenské lidové písně pro smíšený sbor a orchestr                                 | 1916 nebo 1917       | smíšený sbor (s orchestrem)            |                                                                            |
| 71   | 79   |      |               | Patnáct maďarských sedláckých písní pro klavír                                           | 1914–18              | klavír                                 |                                                                            |
|      | 80   |      |               | "Leszállott a páva"                                                                      | 1914                 | klavír                                 |                                                                            |
| 72   | 81   |      | 18 (seznam 3) | Tři etudy pro klavír                                                                     | 1918                 | klavír                                 |                                                                            |
| 73   | 82   |      | 19 (seznam 3) | Podivuhodný mandarin - pantomima                                                         | 1918–19, 1924        | orchestr (a sbor)                      | text: Lengyel Menyhért                                                     |
| 73   | 82   |      | 19 (seznam 3) | Podivuhodný mandarin - suita                                                             | 1918, dokončeno 1927 | orchestr                               |                                                                            |
| 74   | 83   |      | 20 (seznam 3) | Osm improvizací na maďarské lidové písně                                                 | 1920                 | klavír                                 |                                                                            |
| 75   | 84   |      | 21 (seznam 3) | Sonáta pro housle a klavír č. 1                                                          | 1921                 | housle a klavír                        |                                                                            |
| 76   | 85   |      |               | Sonáta pro housle a klavír č. 2                                                          | 1922                 | housle a klavír                        |                                                                            |
| 77   | 86   |      |               | Taneční suita pro orchestr                                                               | 1923, klavír 1925    | orchestr / klavír                      |                                                                            |
| 78   | 87a  |      |               | Venkovské scény (Falún), Pět slovenských lidových písní pro zpěv a klavír                | 1924                 | ženský zpěv a klavír                   | některé instrumentovány                                                    |
| 79   | 87b  |      |               | Tři venkovské scény (Falún)                                                              | 1926 (květen)        | 4/8 ženský sbor a komorní orchestr     |                                                                            |
| 80   | 88   |      |               | Sonáta pro klavír                                                                        | 1926 (červen)        | klavír                                 |                                                                            |
| 81   | 89   |      |               | Im Freien (Ve volnosti) - 5 klavírních skladeb                                           | 1926 (léto)          | klavír                                 |                                                                            |
| 82   | 90   |      |               | Devět malých klavírních skladeb                                                          | 1926                 | klavír                                 |                                                                            |
| 83   | 91   |      |               | Koncert pro klavír a orchestr č. 1                                                       | 1926                 | klavír a orchestr                      |                                                                            |
| 84   | 92   |      |               | Tři ronda na slovenské lidové nápěvy pro klavír                                          | 1916, 1927           | klavír                                 |                                                                            |
| 85   | 93   |      |               | Smyčcový kvartet č. 3                                                                    | 1927                 | smyčcové kvarteto                      |                                                                            |
| 86   | 94   |      |               | Rapsodie pro housle a orchestr č. 1                                                      | 1928                 | housle a orchestr                      |                                                                            |
| 87   | 94   |      |               | Rapsodie pro housle a klavír č. 1                                                        | 1928                 | housle a klavír                        |                                                                            |
| 88   | 94   |      |               | Rapsodie pro violoncello a klavír                                                        | 1929                 | violoncello a klavír                   | transcripce rapsodie pro housle a klavír č. 1                              |
| 89   | 96   |      |               | Rapsodie pro housle a klavír č. 2                                                        | 1928                 | housle a klavír                        | upraveno 1935 nebo 1944                                                    |
| 90   | 96   |      |               | Rapsodie pro housle a orchestr č. 2                                                      | 1928                 | housle a orchestr                      | upraveno 1935 nebo 1944                                                    |
| 91   | 95   |      |               | Smyčcový kvartet č. 4                                                                    | 1928                 | smyčcové kvarteto                      |                                                                            |
| 33   | 97   |      |               | Pět maďarských lidových písní                                                            | 1928                 | zpěv a klavír                          | upraveno jako BB 42                                                        |
| 92   | 98   |      |               | Dvacet maďarských lidových písní pro zpěv a klavír                                       | 1929                 | zpěv a klavír                          |                                                                            |
| 93   | 99   |      |               | Čtyři maďarské lidové písně pro smíšený sbor                                             | 1932                 | smíšený sbor                           |                                                                            |
| 94   | 100  |      |               | Cantata profana pro dva sbory, tenor, baryton a orchestr)                                | 1930                 | tenor, baryton, sbor a orchestr        |                                                                            |
| 95   | 101  |      |               | Koncert pro klavír a orchestr č. 2                                                       | 1930–31              | klavír a orchestr                      |                                                                            |
| 55   | 102a |      |               | Sonatina pro housle a klavír                                                             | asi 1930             | housle a klavír                        | úprava BB 69                                                               |
| 96   | 102b |      |               | Transylvánské tance                                                                      | 1931                 | orchestr                               |                                                                            |
| 97   | 103  |      |               | Obrazy z Maďarska pro orchestr                                                           | 1931                 | orchestr                               | orchestrální úprava děl BB 51,53,55,58                                     |
| 98   | 104  |      |               | Čtyřicetčtyři duet pro dvoje housle                                                      | 1931                 | dvoje housle                           |                                                                            |
| 99   | 106  |      |               | Pět lidových písní z Szerkély pro mužský sbor                                            | 1932 (a 1938?)       | mužský sbor                            |                                                                            |
| 100  | 107  |      |               | Maďarské sedlácké písně pro orchestr                                                     | 1933                 | orchestr                               | upraveno ze starších děl BB 79/6–15                                        |
| 101  | 108  |      |               | Pět maďarských lidových písní pro zpěv a orchestr                                        | 1933                 | sólový zpěv a orchestr                 | úprava částí BB 98                                                         |
|      |      |      |               | Maďarské tance                                                                           | 1934                 | housle a klavír                        |                                                                            |
| 102  | 110  |      |               | Smyčcový kvartet č. 5                                                                    | 1934                 | smyčcové kvarteto                      |                                                                            |
| 103  | 111  |      |               | Sedm sborů pro dětský a ženský sbor                                                      | 1935–36              | dětský a ženský sbor (a orchestr)      | pro orchestr upraveno 1937–41                                              |
| 104  | 112  |      |               | Z uplynulých dob pro mužský sbor                                                         | 1935                 | mužský sbor                            |                                                                            |
| 105  | 113  |      |               | Malá suita pro klavír                                                                    | 1936                 | klavír                                 | upraveno z BB 104                                                          |
| 106  | 114  |      |               | Hudba pro strunné nástroje, celestu a bicí                                               | 1936                 | smyčcový orchestr, bicí a celesta      |                                                                            |
| 107  | 105  |      |               | Mikrokosmos                                                                              | 1926 a 1932–39       | klavír                                 | 153 kusů pro klavír, 6 sešitů                                              |
| 108  | 120  |      |               | Sedm kusů z Mikrokosmu pro dva klavíry                                                   | 1939–1940            | dva klavíry                            |                                                                            |
| 109  | 109  |      |               | Maďarské lidové písně                                                                    | 1934 přibližně       |                                        |                                                                            |
| 110  | 115  |      |               | Sonáta pro dva klavíry a bicí nástroje                                                   | 1937                 | dva klavíry a bicí                     | V roce 1940 instrumentováno jako Koncert pro dva klavíry, bicí a orchestr  |
| 111  | 116  |      |               | Kontrasty pro housle, klarinet a klavír                                                  | 1938                 | housle, klarinet a klavír              |                                                                            |
| 112  | 117  |      |               | Koncert č. 2 pro housle a orchestr                                                       | 1937–38              | housle a orchestr                      |                                                                            |
| 113  | 118  |      |               | Divermento pro smyčcový orchestr                                                         | 1939                 | smyčcový orchestr                      |                                                                            |
| 114  | 119  |      |               | Smyčcový kvartet č. 6                                                                    | 1939                 | smyčcové kvarteto                      |                                                                            |
| 115  | 121  |      |               | Koncert pro dva klavíry, bicí a orchestr                                                 | 1940                 | dva klavíry, bicí nástroje a orchestr  | úprava sonáty pro dva klavíry a bicí nástroje                              |
| 115a | 122  |      | 4b (seznam 3) | Suita pro dva klavíry                                                                    | 1941                 | dva klavíry                            | upraveno z 2. orchestrální suity op. 4                                     |
| 116  | 123  |      |               | Koncert pro orchestr                                                                     | 1942–43              | orchestr                               | upraveno 1945                                                              |
| 117  | 124  |      |               | Sonáta pro sólové housle                                                                 | 1944                 | sólové housle                          |                                                                            |
|      | 125  |      |               | A férj keserve (Kozí píseň)                                                              | 1945                 | zpěv a klavír                          |                                                                            |
| 118  | 126  |      |               | Tři ukrajinské lidové písně                                                              | 1945                 | zpěv a klavír                          |                                                                            |
| 119  | 127  |      |               | Klavírní koncert č. 3                                                                    | 1945                 | klavír a orchestr                      |                                                                            |
| 120  | 128  |      |               | Koncert pro violu a orchestr                                                             | 1945                 | viola a orchestr                       | nedokončeno                                                                |